# Jaroszów (Strzegom)

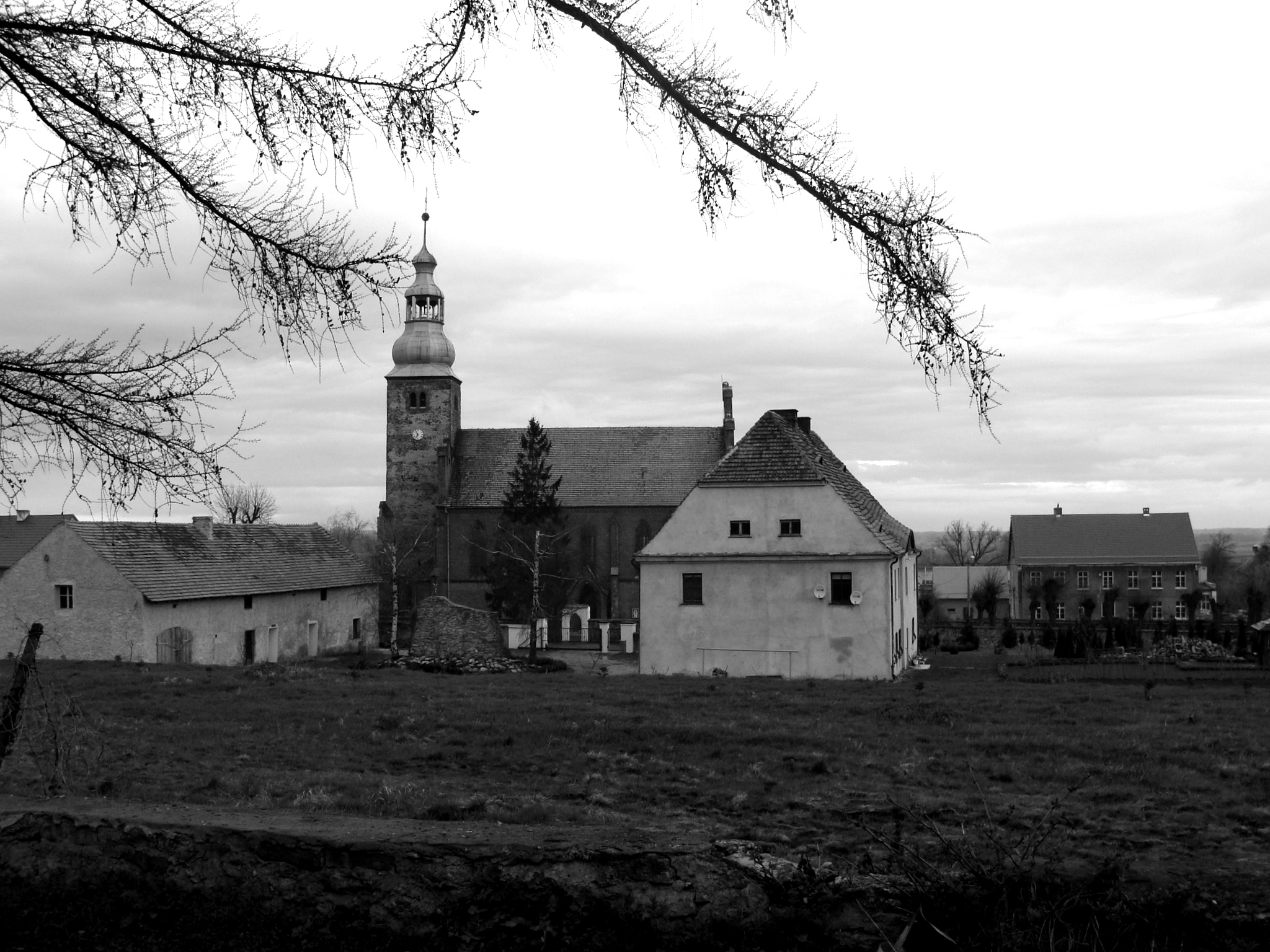
Jaroszów

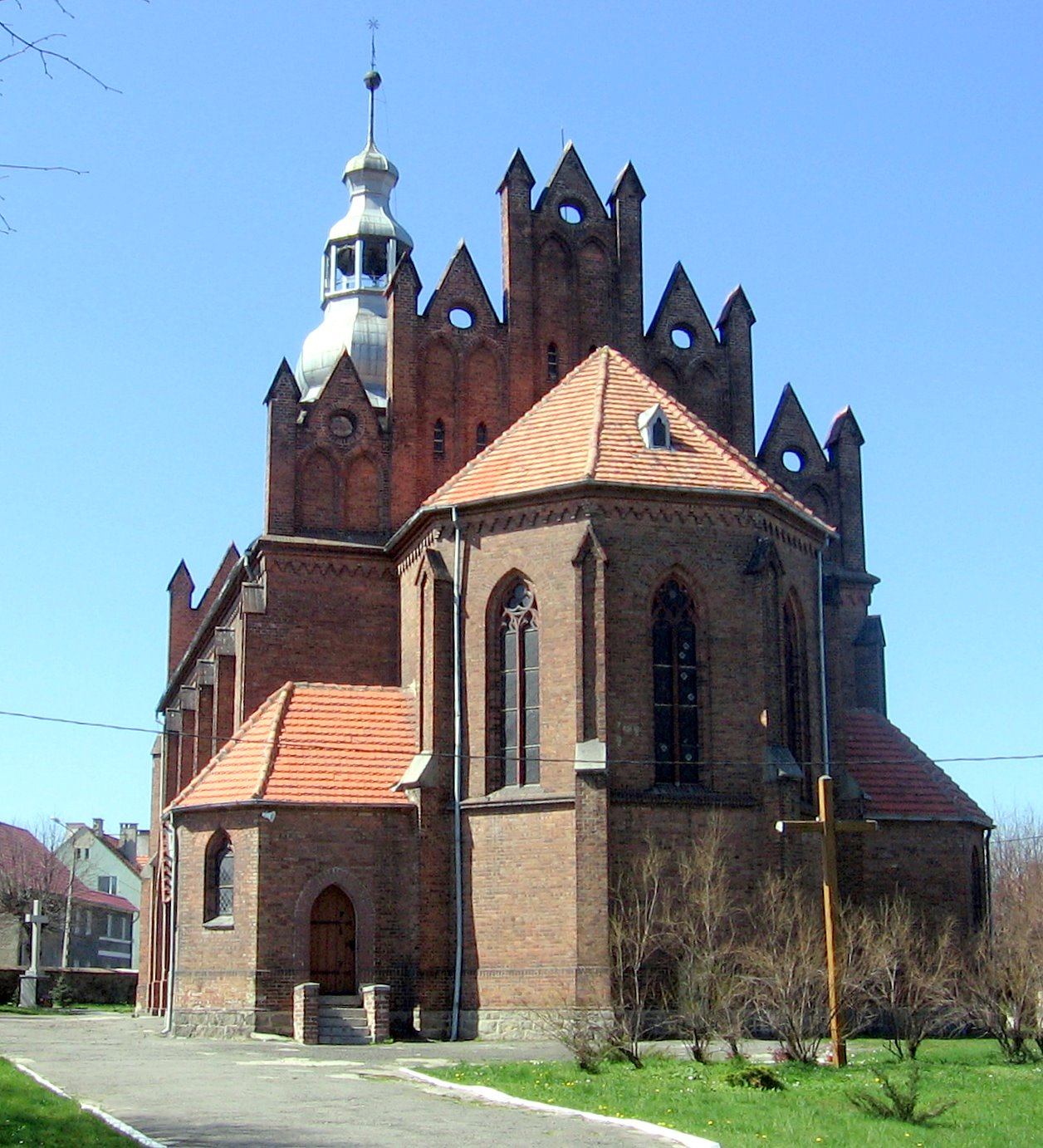
Kirche

Jaroschów (deutsch: Järischau, veraltet auch Jarischau) ist ein Dorf in der Stadt- und Landgemeinde Strzegom im Powiat Świdnicki der Woiwodschaft Niederschlesien in Polen. 

## Lage
Jaroszów liegt ca. sieben Kilometer nordöstlich von Strzegom (Striegau). Nachbarorte sind Morawa (Muhrau) im Südwesten, Skarżyce (Grunau) und Przyłęgów (Preilsdorf) im Süden, Bartoszówek (Barzdorf) im Nordwesten, Mikoszowa (Niklasdorf) im Südosten und Rusko (Rauske) im Osten. 

## Geschichte
Erstmals urkundlich erwähnt wurde der Ort 1149/50, als der Breslauer Bischof Walter dem Breslauer Sandstift den Zehnten aus dem Dorf „Jaroschow“ zuwies. Nach der Teilung des Herzogtums Schlesien gelangte es 1248 an das Herzogtum Liegnitz. Vor dem Jahr 1266 ist die Kirche von Järischau belegt. Damals übergab Herzog Heinrich III. der Pfarrei Järischau zwei Hufen an landwirtschaftlichen Gut. Ebenso vor 1266, der Ersterwähnung der Scholtisei, wurde das Dorf deutschrechtlich umgesetzt. 1274/77 fiel es an das Herzogtum Schweidnitz-Jauer. Für das Jahr 1371 sind die Schreibweisen Jerosschow bzw. Jerschow belegt. Nach dem Tod des Schweidnitzer Herzogs Bolko II. 1368 fiel Järischau zusammen mit dem Herzogtum Schweidnitz erbrechtlich an Böhmen, wobei dessen Witwe Agnes von Habsburg bis zu ihrem Tod 1392 ein Nießbrauch zustand. Seit dem 13. Jahrhundert war Järischau im Besitz des Sandstiftes in Breslau, darauf folgte bis zur Säkularisation 1810 das Benediktinerinnenkloster bzw. Jungfernstift in Striegau. Die Stadt Striegau besaß das Recht des „Bierausschrotes“. Die Kirchenbücher wurden ab 1711 geführt.
Nach dem Ersten Schlesischen Krieg 1742 fiel Järischau mit dem größten Teil Schlesiens an Preußen. Es wurde in den Kreis Striegau eingegliedert und unterstand zunächst der Kriegs- und Domänenkammer Breslau. Im Zuge der Stein-Hardenbergischen Reformen von 1815 wurde es dem Regierungsbezirk Reichenbach und nach dessen Auflösung 1820 dem Regierungsbezirk Breslau der Provinz Schlesien eingegliedert. 1783 wurden in Järischau fünf Paare getraut, 29 Kinder geboren und 45 Tote begraben. 1785 befand sich in Järischau eine katholische Pfarrkirche, ein Pfarrhaus, ein Schulhaus, 26 Bauern, 51 Gärtner, elf Häusler, eine Windmühle und 575 katholische Einwohner. 1829 wurde ein neues Schulhaus erbaut. 1845 gehörte Järischau dem Kammerherren Baron von Bussing. Für dieses Jahr sind belegt: 161 Häuser, ein Schloss, zwei Vorwerke, 995 überwiegend katholische Einwohner (20 evangelisch), eine katholische Pfarrkirche unter preußisch-königlichem und fürstbischöflichem Patronat, mit einem Wittum und zwei Kaplänen, eine katholische Schule, zwei Windmühlen eine Brennerei, zwei Schankhäuser, drei Webstühle, 15 Handwerker, drei Krämer, 1000 Merinoschafe, 1100 Landschafe und 567 Rinder. Ab 1874 bildete die Landgemeinde Järischau einen eigenen Amtsbezirk. 1932 kam Järischau an den Landkreis Schweidnitz. 1940 lebten 1320 Einwohner in Järischau.  
Als Folge des Zweiten Weltkriegs fiel Järischau 1945 mit dem größten Teil Schlesiens an Polen. Nachfolgend wurde es in Jaroszów umbenannt. Die deutschen Einwohner wurden – soweit sie nicht vorher geflohen waren – vertrieben. Die neu angesiedelten Bewohner stammten teilweise aus Ostpolen, das an die Sowjetunion gefallen war. Jaroszów ist heute Teil der Stadt-und-Land-Gemeinde Strzegom. Von 1975 bis 1998 gehörte Jaroszów zur Woiwodschaft Wałbrzych.

## Sehenswürdigkeiten
- Die römisch-katholische Pfarrkirche St. Johann Baptist (polnisch kościół parafialny pw. św. Jana Chrzciciela) wurde 1841 errichtet. Der Vorgängerbau, von dem der Turm aus dem 14. Jahrhundert erhalten blieb, wurde mehrfach durch Brände zerstört und wiederaufgebaut. Während der Reformation diente die Kirche von 1584 bis 1670 als evangelisches Gotteshaus, dem ein Stiftspropst vorstand. Noch vor der Einführung der Religionskommission wurde die Kirche 1670 den Protestanten entzogen und den Katholiken zurückgegeben. Die Kirchenbücher wurden ab 1711 geführt. Patronatsherr war im 18. Jahrhundert das Jungfernstift in Striegau und im 19. Jahrhundert das preußische Königshaus sowie der Fürstbischof von Breslau. Nach einem erneuten Brand in der ersten Hälfte des 19. Jahrhunderts wurde 1841 unter Einbeziehung des älteren Turms ein neues Langhaus im Stil der Backsteingotik errichtet. Die Pfarrei wurde 1945 neu gegründet.
- Ehemaliger deutscher Friedhof mit teilweise erhaltenen Grabsteinen aus dem 17. bis 19. Jahrhundert
- Sühnekreuze